# Unterseeboot UB-21
Pour les autres navires du même nom, voir Unterseeboot 21.
L'Unterseeboot UB-21 est un sous-marin (U-Boot) allemand de type UB II utilisé par la Kaiserliche Marine pendant la Première Guerre mondiale. Le sous-marin a été commandé le 30 avril 1915 et lancé le 26 septembre 1915. Il a été mis en service dans la marine impériale allemande le 20 février 1916. Le sous-marin coula 33 navires en 26 patrouilles pour un total de 36 764 tonneaux de jauge brute (TJB). [7] Livré à la Grande-Bretagne conformément aux exigences de l’armistice, l'UB-21 a été coulé comme cible par le HMS Terror (I03) dans The Solent le 30 septembre 1920. L’épave a été vendue en 1970 et la plupart des vestiges avaient été nettoyés en 1998, bien que certains aient survécu.

## Conception
Sous-marin de type UB II, l'UB-21 avait un déplacement de 263 tonnes en surface et de 292 tonnes en immersion. Il avait une longueur hors tout de 36,13 m, une largeur de 4,54 m et un tirant d'eau de 3,70 m. Le sous-marin était propulsé par deux moteurs Diesel Körting à six cylindres à quatre temps produisant chacun 284 chevaux (219 kW), un moteur électrique Siemens-Schuckert produisant 280 chevaux (210 kW) et un arbre d'hélice. Il était capable d’opérer à une profondeur allant jusqu’à 50 mètres.
La vitesse maximale du sous-marin était de 5,81 nœuds en immersion et de 9,15 nœuds (16,95 km/h) en surface. Lorsqu’il était immergé, il pouvait opérer sur 45 milles marins (83 km) à 5 nœuds (9,3 km/h). En surface, il pouvait parcourir 6650 milles marins (12321 km) à 5 nœuds (9,3 km/h). L'UB-21 était armé de deux tubes lance-torpilles de 500 mm à l’avant, de quatre torpilles et d’un canon de pont de 50 mm L/40. Il avait un effectif de vingt-trois membres d’équipage (dont deux officiers) et un temps de plongée de 45 secondes.

## Affectations
- Flottille I : du 14 avril 1916 au 1er février 1917
- IIe flottille : du 1er février au 10 septembre 1917
- Flottille V : du 10 septembre 1917 au 29 avril 1918
- Flottille I : du 29 avril au 7 octobre 1918
- Flottille d’entraînement : du 7 octobre au 11 novembre 1918

## Commandants
- Kptlt. Ernst Hashagen[4] : du 20 février au 26 novembre 1916
- Oblt.z.S. Franz Walther[5] : du 27 novembre 1916 au 9 septembre 1917
- Oblt.z.S. Walter Scheffler[6] : du 10 septembre 1917 au 28 avril 1918
- Oblt.z.S. Bruno Mahn[7] : du 29 avril au 7 octobre 1918

## Navires coulés
| Date              | Nom             | Nationalité    | Tonnage | Destin              |
| ----------------- | --------------- | -------------- | ------- | ------------------- |
| 5 mai 1916        | Harald          | Suède          | 275     | Coulé               |
| 20 octobre 1916   | Lekna           | Suède          | 204     | Coulé               |
| 20 octobre 1916   | Randi           | Norvège        | 467     | Coulé               |
| 20 octobre 1916   | Svartvik        | Suède          | 322     | Coulé               |
| 21 octobre 1916   | Fritzöe         | Norvège        | 641     | Capturé comme prise |
| 21 octobre 1916   | Grönhaug        | Norvège        | 667     | Coulé               |
| 22 octobre 1916   | London          | Danemark       | 184     | Coulé               |
| 22 octobre 1916   | Thor            | Norvège        | 372     | Coulé               |
| 3 novembre 1916   | Pluto           | Norvège        | 1148    | Capturé comme prise |
| 16 février 1917   | Lady Ann        | United Kingdom | 1016    | Coulé               |
| 17 février 1917   | Excel           | United Kingdom | 157     | Coulé               |
| 22 février 1917   | John Miles      | United Kingdom | 687     | Coulé               |
| 29 mars 1917      | Bywell          | United Kingdom | 1522    | Coulé               |
| 31 mars 1917      | Norden          | Norvège        | 776     | Capturé comme prise |
| 29 avril 1917     | Victoria        | United Kingdom | 1620    | Coulé               |
| 2 mai 1917        | Rikard Noordrak | Norvège        | 1123    | Coulé               |
| 5 mai 1917        | Edith Cavell    | United Kingdom | 20      | Coulé               |
| 6 mai 1917        | Harold          | Suède          | 1679    | Coulé               |
| 8 mai 1917        | Batavier II     | Pays-Bas       | 157     | Capturé comme prise |
| 6 juin 1917       | S.N.A. 2        | France         | 2294    | Coulé               |
| 7 juin 1917       | Sir Francis     | United Kingdom | 1991    | Coulé               |
| 21 juillet 1917   | Trelyon         | United Kingdom | 3099    | Coulé               |
| 22 juillet 1917   | Glow            | United Kingdom | 1141    | Coulé               |
| 23 juillet 1917   | Vanland         | Suède          | 1285    | Coulé               |
| 24 août 1917      | Springhill      | United Kingdom | 1507    | Coulé               |
| 18 octobre 1917   | Amsteldam       | United Kingdom | 1233    | Coulé               |
| 19 octobre 1917   | Gemma           | United Kingdom | 1385    | Coulé               |
| 23 novembre 1917  | Ocean           | United Kingdom | 1442    | Coulé               |
| 29 décembre 1917  | Inverness       | United Kingdom | 3734    | Endommagé           |
| 29 décembre 1917  | Patria          | Empire russe   | 838     | Coulé               |
| 30 décembre 1917  | Hercules        | United Kingdom | 1295    | Coulé               |
| 25 mars 1918      | Hercules        | United Kingdom | 1095    | Coulé               |
| 8 mai 1918        | Constantia      | United Kingdom | 772     | Coulé               |
| 10 mai 1918       | Anboto Mendi    | Espagne        | 2114    | Coulé               |
| 11 mai 1918       | Gothia          | Suède          | 1826    | Coulé               |
| 12 mai 1918       | Haslingden      | United Kingdom | 1934    | Coulé               |
| 4 juillet 1918    | Mentor          | Norvège        | 539     | Coulé               |
| 26 septembre 1918 | Paul            | Belgique       | 659     | Coulé               |